# Torre de vigilancia contra incendios

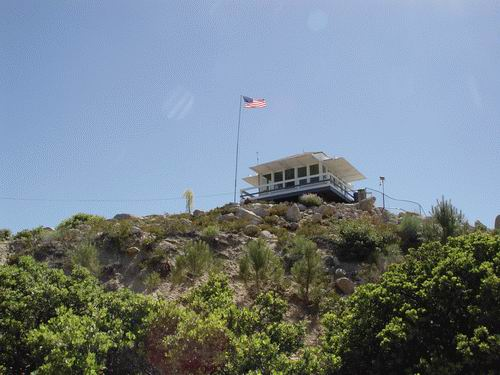
Bosque Nacional Ángeles, torre de vigilancia contra incendios de la sierra de Vetter cerca de Los Ángeles, California.

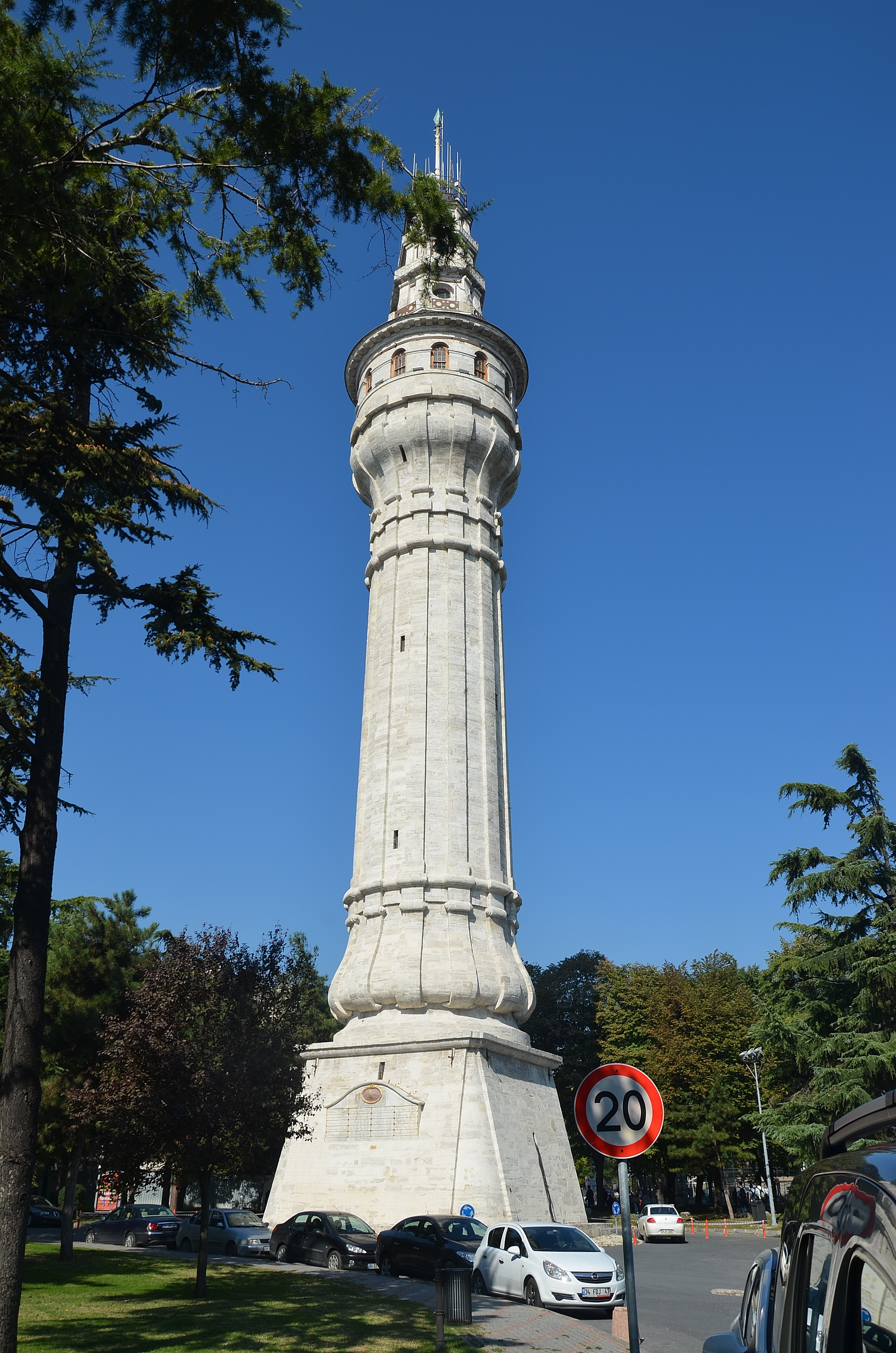
La Torre Beyazıt, es una torre de vigilancia contra incendios de 85 m (279 pies) de altura ubicada en el patio del campus principal de la Universidad de Estambul (anteriormente Ministerio de Guerra Otomano) en la Plaza Beyazıt.

Una torre de vigilancia contra incendios, torre vigía o torre de vigilancia, es un tipo de torre vigía que proporciona alojamiento y protección a una persona conocida como " vigía forestal ", cuyo deber es buscar incendios forestales en la naturaleza. Por lo general, es una edificación pequeña, generalmente en la cima de una montaña u otro punto de vista alto, para maximizar la distancia y el alcance de la visión, conocido como cobertizo de vista . Desde este punto de vista, el vigía de incendios puede ver el humo que se puede desarrollar, determinar la ubicación mediante el uso de un dispositivo conocido como Buscador de incendios de Osborne y llamar al personal de extinción de incendios para que se acerque al incendio. Los vigías forestales también informan de los cambios climáticos y trazan la ubicación de los relámpagos durante las tormentas. La ubicación del sitio de impacto de los relámpagos es monitoreada por un período de días después, en caso de ignición.
Una torre de vigilancia contra incendios típica consta de una pequeña habitación, conocida como cabina, encima de una gran torre de acero o madera. Históricamente, las copas de los árboles altos también se han utilizado para montar plataformas permanentes. A veces se puede usar roca natural para crear una plataforma más baja. En los casos en que el terreno hace innecesaria una torre, la estructura se conoce como cabina de tierra .
Las torres ganaron popularidad a principios del siglo XX, y los incendios se avisaban mediante teléfonos, palomas mensajeras y heliógrafos .
Aunque muchas torres de vigilancia contra incendios se han deteriorado debido a negligencia, falta de mantenimiento y a la disminución de los presupuestos, algunos miembros del personal de bomberos se han esforzado por preservar las torres contra incendios más antiguas, argumentando que una persona que vigila el bosque en busca de incendios puede ser una medida de control de incendios eficaz y económica.

## Historia

### Estados Unidos

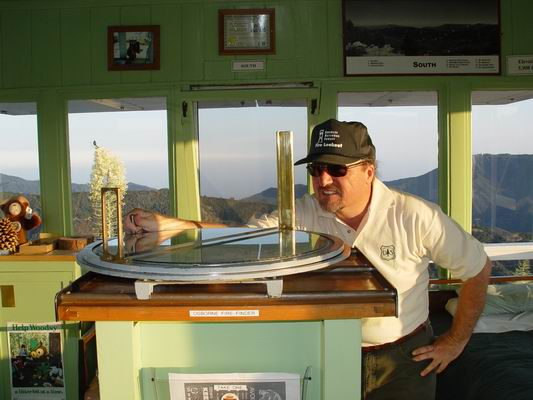
Un vigía forestal utilizando un buscador de incendios de Osborne para obtener la distancia a un incendio sospechoso. A partir de estas mediciones, solicitará un "Informe de humo".

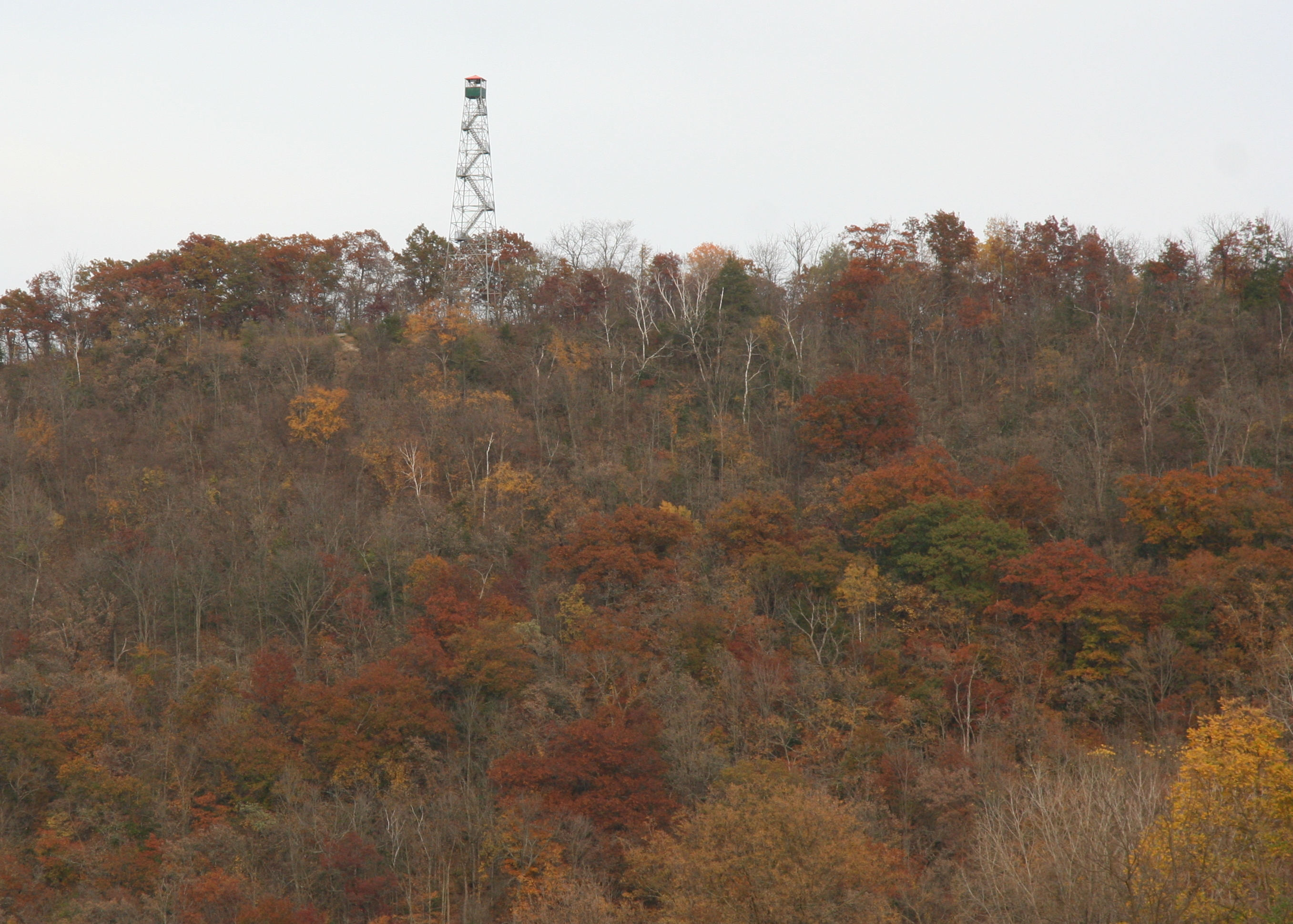
Torre vigía de Elba en Minnesota

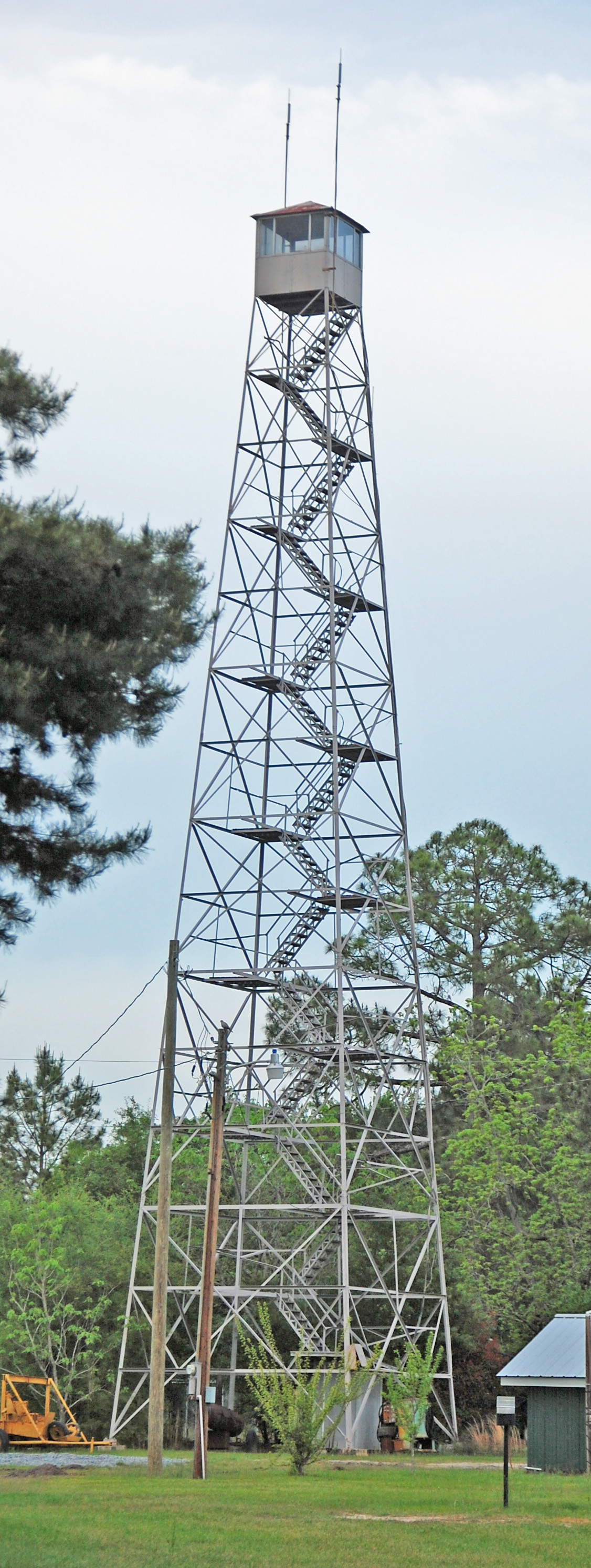
Torre de vigilancia contra incendios en el sur de Georgia en los Estados Unidos

La historia de las torres de vigilancia contra incendios es anterior al establecimiento del Servicio Forestal de los Estados Unidos, el cual fue fundado en 1905. Muchos municipios, empresas madereras privadas y organizaciones forestales estatales operaban torres de vigilancia contra incendios por su propia cuenta.
El Gran Incendio de 1910, también conocido como la Gran Explosión, quemó 3 000 000 acres (12 140,6 km²)   en los estados de Washington, Idaho y Montana. Probablemente haya sido el mayor incendio forestal jamás registrado en la historia. El humo de este incendio se desplazó por todo el país hasta Washington D. C. - tanto física como políticamente — y desafió al Servicio Forestal de cinco años a abordar nuevas políticas con respecto a la supresión de incendios, y el incendio hizo mucho para crear el sistema moderno de reglas, organizaciones y políticas contra incendios. Una de las reglas como resultado del incendio de 1910 establecía que "todos los incendios deben extinguirse a las 10 am de la mañana siguiente".
Para prevenir y extinguir incendios, el Servicio Forestal de los Estados Unidos estableció otra regla, según la cual los municipios, las corporaciones y los estados asumirían el costo de contratar los servicios de extinción de incendios, porque en ese momento no existía el gran Departamento de Bomberos del Servicio Forestal que existe en la actualidad.
Como resultado de estas reglas anteriores, la detección y supresión temprana de incendios se convirtió en una prioridad. Se empezaron a construir torres vigías por todo el país. Mientras que los vigías anteriores usaban árboles altos y picos altos con tiendas de campaña como refugios, en 1911 se estaban construyendo cabañas y cúpulas permanentes en las cimas de las montañas.
A principios de 1910, se estableciób la Asociación de Propietarios de Timberlands de Nueva Hampshire, un grupo de protección contra incendios, y poco después se establecieron organizaciones similares en los estaods de Maine y Vermont. Un líder de estos esfuerzos, WR Brown, un oficial de Brown Company que poseía más de 400,000 acres de terrenos madereros, instaló una serie de torres vigías contra incendios forestales efectivas, posiblemente las primeras en la nación, y en 1917 ayudó a establecer una compañía de seguros contra incendios forestales.
En 1933, durante la Gran Depresión, el presidente Franklin Delano Roosevelt fundó el Cuerpo Civil de Conservación (CCC), compuesto por hombres jóvenes y veteranos de la Primera Guerra Mundial. Fue durante este tiempo que el CCC se dispuso a construir torres de vigilancia contra incendios y caminos de acceso. a esas torres. El Servicio Forestal de EE. UU. aprovechó mucho la mano de obra del CCC e inició un programa masivo de proyectos de construcción, incluidasla construcción de torres de vigilancia contra incendios. Sólo en California, los trabajadores de CCC construyeron unas 250 torres de vigilancia y cabinas entre 1933 y 1942.
El apogeo de las torres de vigilancia contra incendios fue entre 1930 a 1950. Durante la Segunda Guerra Mundial, se estableció el Servicio de Alerta de Aeronaves, que operó desde mediados de 1941 hasta mediados de 1944. A los vigías de incendios se les asignó una labor adicional como observadores de aviones enemigos, especialmente en la costa oeste de los Estados Unidos.
De la década de 1960 a la década de 1990, las torres vigías pasaron a un segundo plano ante los avances tecnológicas, los aviones y las mejoras en las radios. La promesa de la detección de incendios por imágenes satelitales y los teléfonos móviles modernos intentaron competir con las restantes torres de vigilancia contra incendios, pero en varios entornos, la tecnología fracasó.
Los incendios detectados desde el espacio ya son demasiado grandes para realizar evaluaciones precisas para su control. Los teléfonos celulares en áreas silvestres todavía carecen de señal adecuada. Hoy en día, algunas torres de vigilancia contra incendios permanecen en servicio, porque tener ojos humanos capaces de detectar humo y emitir el informe de incendios permite a los funcionarios de gestión de incendios decidir con anticipación cómo se manejará el incendio. La política más moderna es "manejar el fuego", no simplemente suprimirlo. Las torres de vigilancia contra incendios proporcionan una reducción en el tiempo de detección de incendios al tiempo de evaluación del manejo de incendios.
El estado de Idaho es el que tenía más torres vigías conocidas (966); Todavía existen 196 de ellas, con aproximadamente 60 empleados cada verano. Kansas es el único estado de EE. UU. que nunca ha tenido una torre vigía.
Varias estaciones de torres vigías contra incendios, incluidas muchas en el estado de Nueva York cerca de Adirondack Forest Preserve y Catskill Park, se han incluido en el Registro Nacional de Lugares Históricos .

### Japón

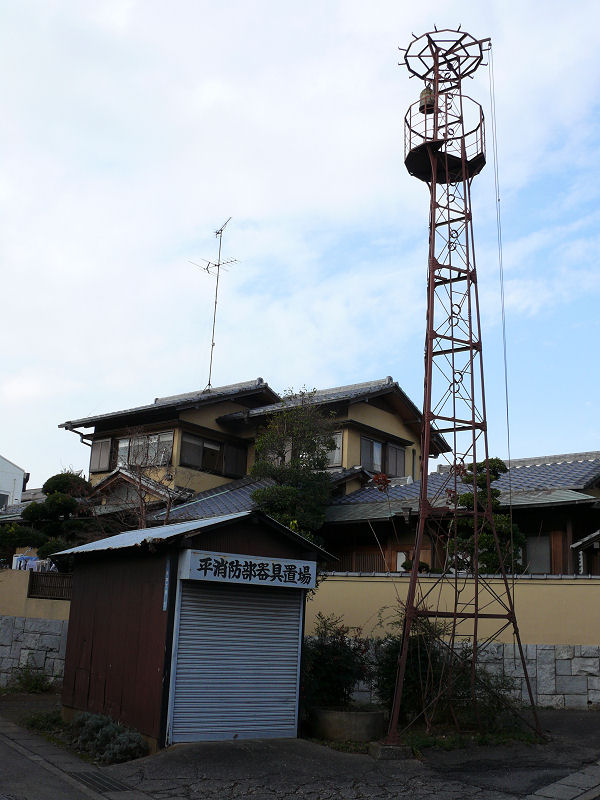
Torre de vigilancia contra incendios y antigua estación de bomberos en Japón.

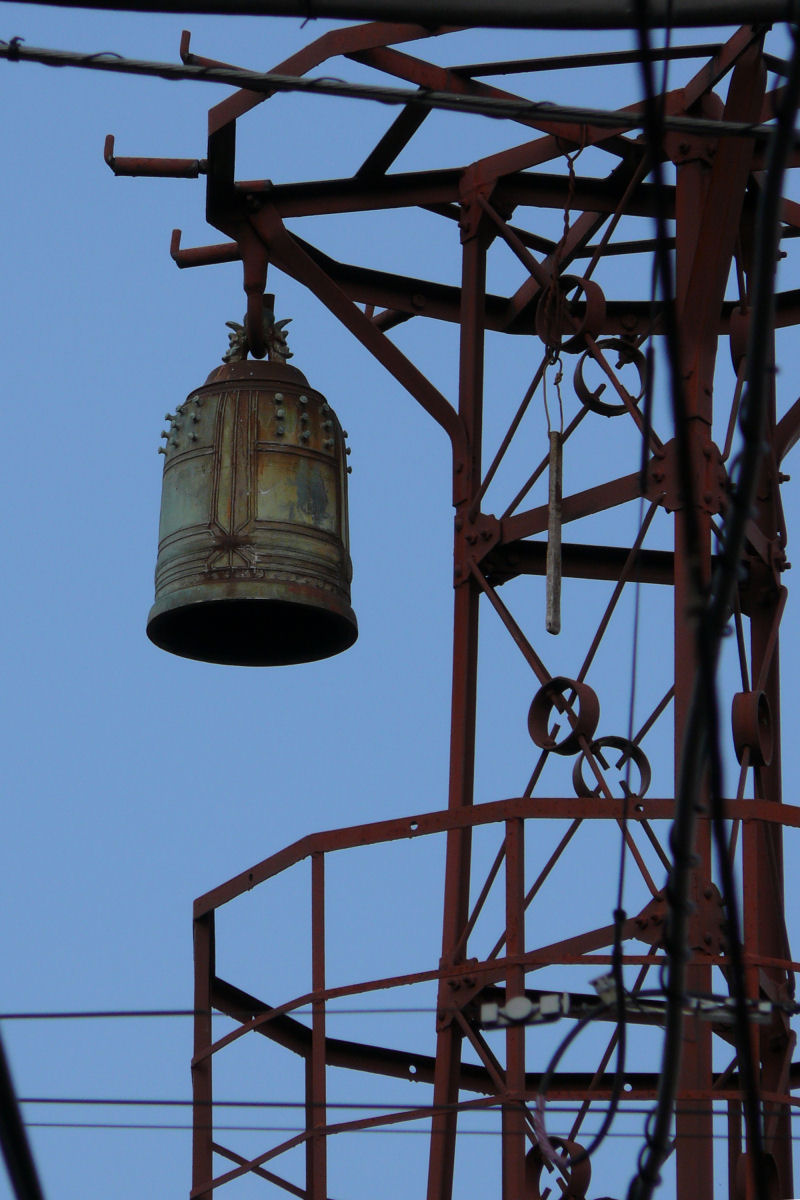
Una campana (半鐘, Hanshō) en una torre vigía en Japón

Durante el período Edo en Japón, torres vigía contra incendios (火の見櫓 Hinomi-yagura?)  albergaban a los bomberos del pueblo (町火消 Machi-bi-keshi?)  . Por lo general, la torre de vigilancia contra incendios se construía cerca de una estación de bomberos (番屋 Ban-ya?) , y estaba equipada con una escalera, una plataforma de vigilancia y una campana (半鐘 Hanshō?)  ( ja ). Desde estas torres los vigilantes podían observar todo el pueblo, y en caso de incendio hacían sonar la campana de alarma, llamando a los bomberos y avisando a los vecinos del pueblo. En algunos pueblos también se usaban las campanas para marcar la hora.
Si bien las torres de vigilancia contra incendios permanecieron completamente equipadas en el período Shōwa, posteriormente serían reemplazadas por sistemas de transmisión de radio y teléfono en muchas ciudades.

### Canadá
Al igual que en los Estados Unidos, se construyeron torres contra incendios en todo Canadá para proteger los árboles valiosos para la industria forestal. La mayoría de las torres se construyeron entre principios de la década de 1920 y 1950 y eran una combinación de estructuras de madera y acero. Un total de 325 torres cubrían el paisaje de Ontario en la década de 1960, y en la actualidad aprox. 156 torres abarcan la provincia, pero solo un puñado de torres permaneció en uso después de la década de 1970. Todavía están en uso en la Columbia Británica, Alberta, Saskatchewan, Manitoba, Ontario y algunas de las Provincias Marítimas. La provincia de Nueva Escocia desmanteló la última de sus 32 torres contra incendios en 2015 y un contratista las derribó.

### Alemania
La primera torre de vigilancia contra incendios se construyó según los planos del Forstmeister Walter Seitz entre 1890 y 1900, ubicada en el "Muskauer Forst" cerca de Weißwasser . Las señales de advertencias se transmitieron mediante una señal luminosa. Para la transmisión de la ubicación, Seitz dividió el área forestal en los llamados "Jagen", áreas numeradas, y ese número se transmitirá a la ciudad. Recibió una patente para este sistema en 1902. Seitz viajó a la Exposición de Compra de Luisiana de 1904 para presentar su idea en los Estados Unidos.

### Rusia

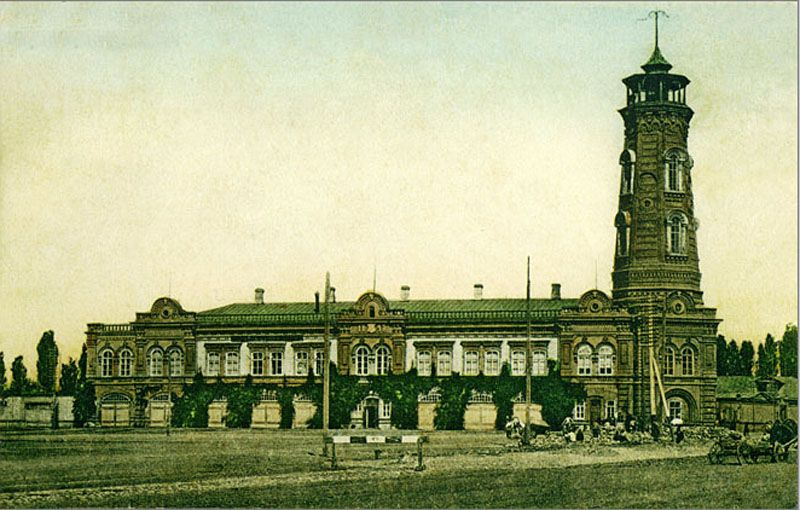
Estación de bomberos en Tsaritsin, c. 1900

Como la madera había sido un material de construcción clave en Rusia durante siglos, los incendios urbanos eran una amenaza constante para los pueblos y ciudades. Para abordar este problema, a inicios del siglo XIX se lanzó un programa para construir estaciones de bomberos equipadas con torres de vigilancia denominadas kalancha, con vistas en su mayoría a los vecindarios de poca altura. Los vigías que vigilaban allí podían señalar otras estaciones además de la propia usando señales simples. Las torres sobrevivientes son a menudo puntos de referencia locales.

## Uso actual

### Australia
Las torres de bomberos todavía se utilizan en Australia, particularmente en las regiones montañosas de los estados del sureste del país. La Administración de Incendios Forestales de Victoria opera 72 torres en todo el estado durante la temporada de incendios y las torres se están construyendo en 2016. Jimna Fire Tower en el sureste de Queensland es la torre de bomberos más alta del país, con 47 metros sobre el suelo, y está incluida en el registro estatal de patrimonio.

### Estados Unidos
Actualmente, cientos de torres todavía están en servicio con personal pagado y/o ciudadanos voluntarios. En algunas áreas, el operador o vigía forestal a menudo recibe a cientos de visitantes del bosque durante un fin de semana y brinda un mensaje necesario de "supresión previa al incendio", respaldado por folletos de las campañas educativas " Smokey Bear " o " Woodsy Owl ". Esta información educativa a menudo se distribuye a los jóvenes excursionistas que se dirigen a la torre de vigilancia contra incendios. En este aspecto, las torres son estaciones de paso remotas y centros de interpretación. La torre de vigilancia contra incendios también actúa como centinela en el bosque atrayendo a los excursionistas perdidos o heridos, que se dirigen a la torre sabiendo que pueden recibir ayuda.
En algunos lugares del país, los visitantes públicos que obtienen un permiso pueden arrendar torres de vigilancia contra incendios. Estos lugares brindan una experiencia única para el campista y, en algunos lugares de arrendamiento, la hora de salida se aplica cuando el operador de vigilancia contra incendios regresa al trabajo y se hace cargo de la cabina para el turno de día.
Las torres de vigilancia contra incendios son una parte importante de la historia estadounidense y se han fundado varias organizaciones para salvaguardarlas, reconstruir, restaurar y operar torres de vigilancia contra incendios.

### Alemania
A partir de 2002, la vigilancia contra incendios tradicional fue reemplazada por "FireWatch", sensores ópticos ubicados en antiguas torres de vigilancia o antenas de telefonía móvil. Basado en un sistema desarrollado por el DLR para analizar gases y partículas en el espacio, DLR y IQ Wireless desarrollaron una versión terrestre para la detección de humo en incendios forestales. Actualmente, alrededor de 200 de estos sensores están instalados en Alemania, mientras que se han implementado sistemas similares en otros países europeos, México, Kazajistán y EE. UU.

### Canadá
Varias provincias canadienses tienen torres de vigilancia contra incendios. La torre escénica de Dorset en Ontario, se construyó en el sitio de la antigua torre de vigilancia contra incendios (1922-1962).

## Tipos

### Torres de madera
Muchas torres de vigilancia contra incendios son simplemente cabinas que se instalaron en grandes torres de tanques de agua de ferrocarril que miden 30 a 60 pies (9,1 a 18,3 m) de alto. Una de las últimas torres de observación de incendios de madera en el sur de California fue la South Mount Hawkins Fire Lookou, en el Bosque nacional Ángeles. Se está realizando un esfuerzo civil para reconstruir la torre después de su pérdida en el fuego de Curve de septiembre de 2002.
La típica cabina de una torre de madera suele ser de 10 x 10 pies (3 x 3 m) a 14 x 14 pies (4,3 x 4,3 m)
- Ejemplo — South Mount Hawkins antes del incendio
- Ejemplo — Boucher Hill Lookout, Parque Estatal Palomar Mountain, San Diego CA

### Torres de acero
Las torres de acero pueden variar en tamaño y en altura. Por lo general son muy resistentes, pero tienden a balancearse con el viento más que las torres de madera.
La cabina típica de una torre hecha de acero puede ser de 10 x 10 pies (3 x 3 m) a 14 x 14 pies (4,3 x 4,3 m)
- Ejemplo — Mirador Los Pinos, Bosque Nacional Cleveland, San Diego CA
- Ejemplo — Mirador de la montaña Red en el Bosque nacional de San Bernardino en Riverside CaliforniaEjemplo — Mirador High Point, Bosque nacional Cleveland, Monte Palomar, San Diego CA
- Ejemplo — Torre de bomberos Mount Lofty, Australia Meridional

### Aeromotores
The Aermotor Company, originalmente de Chicago en el estado de Illinois, fue el primer y principal fabricante de torres contra incendios de acero desde la década de 1910 hasta mediados de la década de 1920. Estas torres tienen cabinas muy pequeñas, ya que las torres se basan en las torres de molinos de viento Aermotor. Estas torres se encuentran a menudo en el medio oeste y el sur de los EE. UU., pero algunas se encuentran en el oeste montañoso. En el noreste, todas las torres en las montañas Adirondack y la mayoría en Catskills fueron torres Aermotor erigidas entre 1916 y 1921.
La cabina típica de un Aermoter tenía 7 por 7 pies (2,1 por 2,1 m) con un dispositivo de localización de incendios montado en el centro la misma. El acceso era a través de una trampilla en el suelo.
- Ejemplo — Mirador del pico Lakota
- Ejemplo — Mirador de Summit Ridge
- Ejemplo — Las Torres de Fuego de Nueva York
- Ejemplo — Torres de Adirondack

### Cabinas terrestres

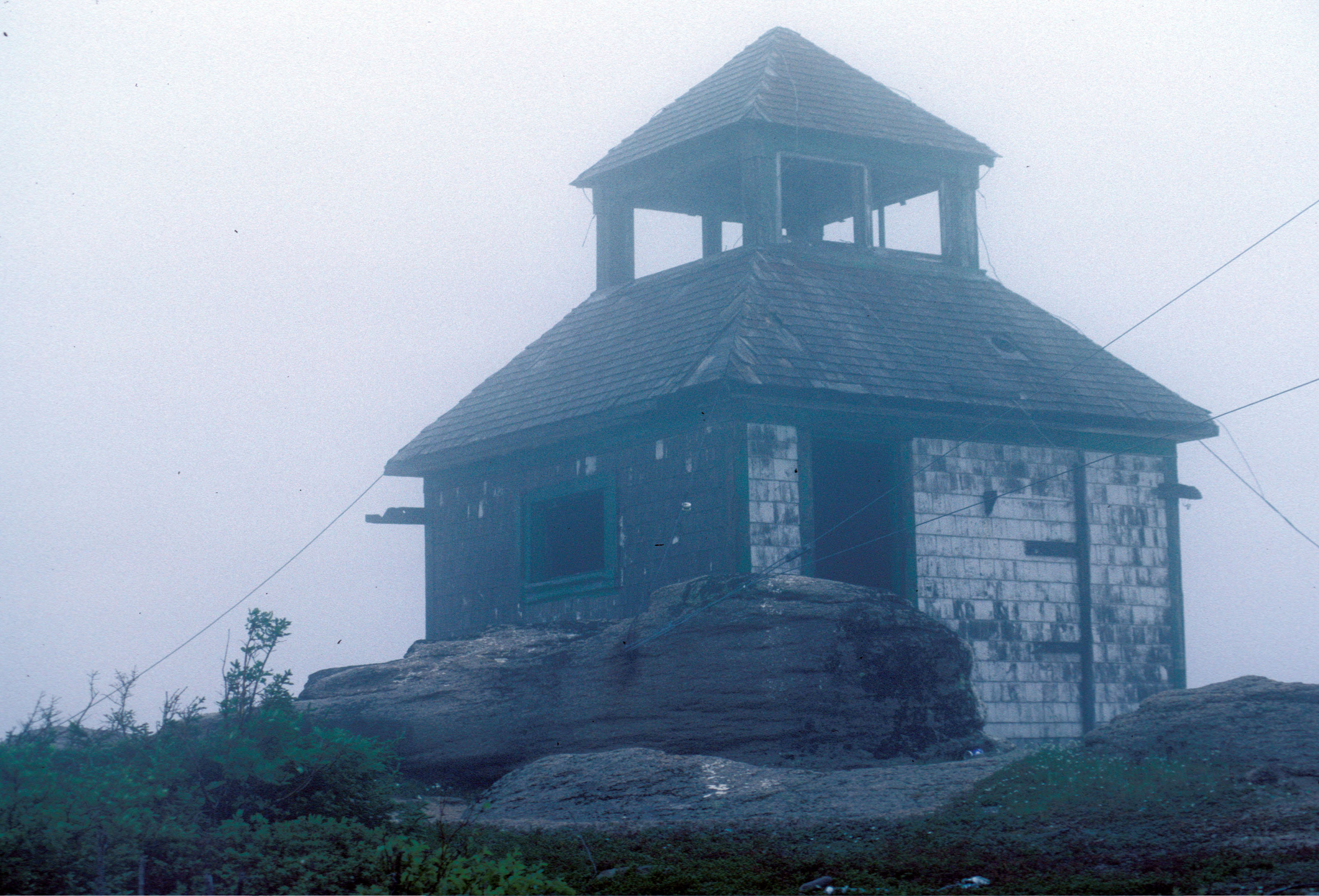
Cabaña abandonada para detectar incendios en Big Bald Mountain en la provincia de Nueva Brunswick en Canadá (IR Walker 1986)

Las cabinas terrestres todavía se conocen como "torres", aunque por lo general no tienen torre debajo de la cabina como tal. Estas torres pueden ser de una, dos o tres plantas con cimientos de piedra natural o de hormigón. Estas torres varían mucho en tamaño, pero muchas son simples torres de madera o acero que se construyeron utilizando los mismos planos, sin la torre.
- Ejemplo — Mirador del pico Tahquitz
- Ejemplo — Mirador de la montaña Winchester
- Ejemplo — Mt. Tamalpais Lookout en California

### Árboles de vigilancia
Los árboles de vigilancia más sencillos consisten en una escalera a una altura adecuada. Dichos árboles podrían tener plataformas en el suelo junto a ellos para mapas y un detector de incendios. Una versión más elaborada, como el árbol de Gloucester en Australia, agregó una plataforma permanente al árbol mediante la construcción de una estructura de madera o, más tarde, de metal en la parte superior del árbol, con puntas de metal clavadas en el tronco para formar una escalera en espiral. Estos 'árboles de plataforma' a menudo estaban equipados con teléfonos, mesas detectoras de incendios, asientos y cables de sujeción .

### Otros tipos
Hay muchos tipos diferentes de torres vigías. Inicialmente, el operador o vigía forestal simplemente se subía a un árbol denudado y se sentaba en una silla de 2 x 2 pies (0,6 x 0,6 m) que ejercía de plataforma encima de ese árbol. Una vez, un viejo barco de pesca fue arrastrado hasta la cima de una colina alta y se usó como torre de vigilancia contra incendios. Se sabe muy poco sobre vigías de incendios a caballo, pero estos también cabalgaron por los collados patrullando el bosque en busca de humo.

## Registros

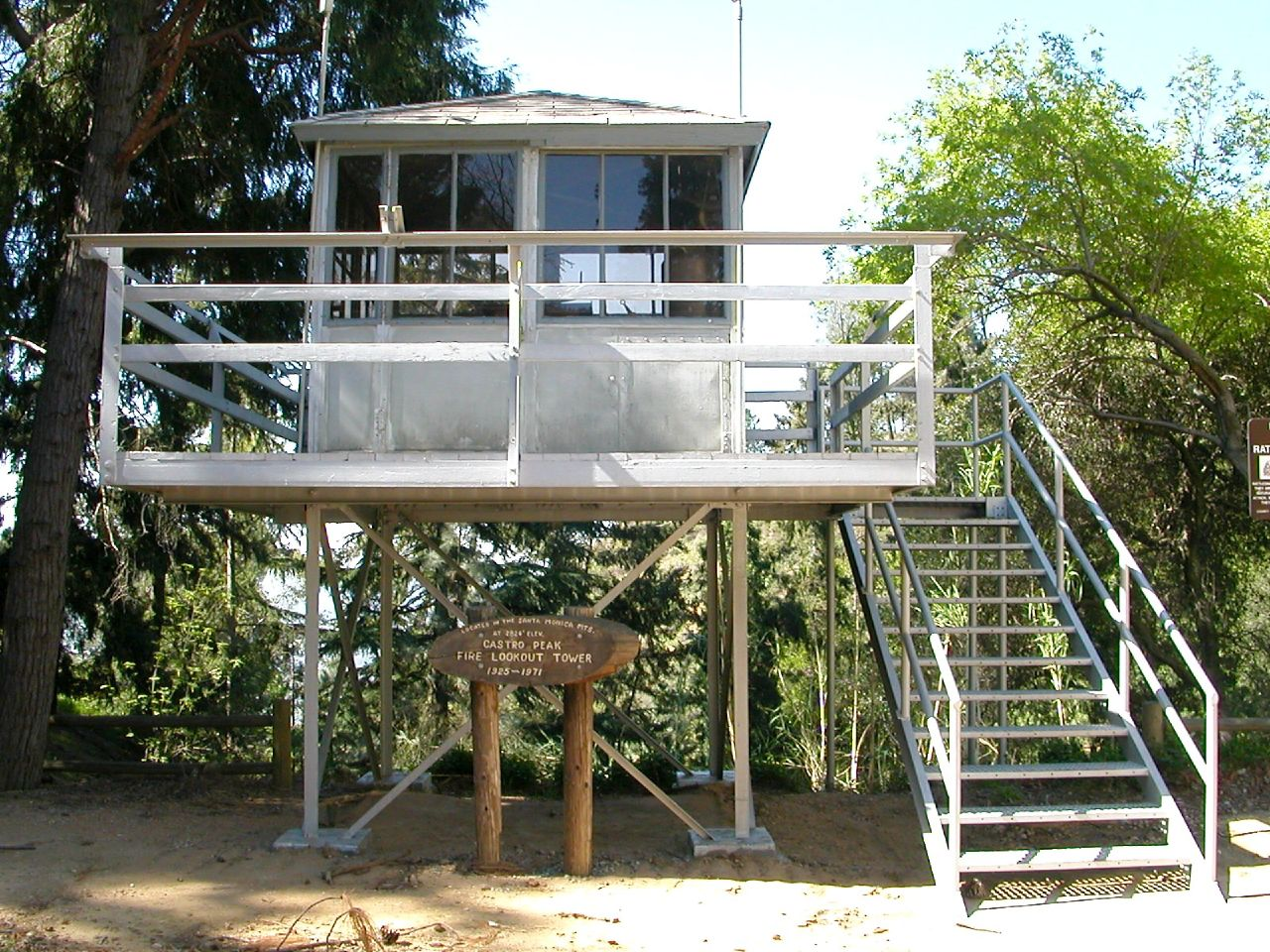
Torre vigía de Castro Peak

- La torre de vigilancia más alta del mundo se encuentra en el Warren Bicentennial Tree Lookout en Australia Occidental — 225,7 pies (68,8 m)[18]
- La torre vigía de acero más alta del mundo es la Beard Tower, 5 km (3,1 mi) SE de Manjimup en Australia Occidental — 200 pies (61,0 m)[18]
- La torre de vigilancia más alta de los EE. UU.: Woodworth Tower, Alexandria, Luisiana — 175 pies (53,3 m)[18]
- El mirador más alto del mundo: Fairview Peak, 25 millas (40,2 km) NE de Gunnison, Colorado — 13,214 pies (4 m)[18]
- Los miradores más bajos del mundo: Pine Island LO, Florida y Evans Pines LO, Florida — 2 pies (0,6 m)[18]

## Países que siguen utilizando torres de vigilancia contra incendios
- Australia
- Bélgica
- Brasil

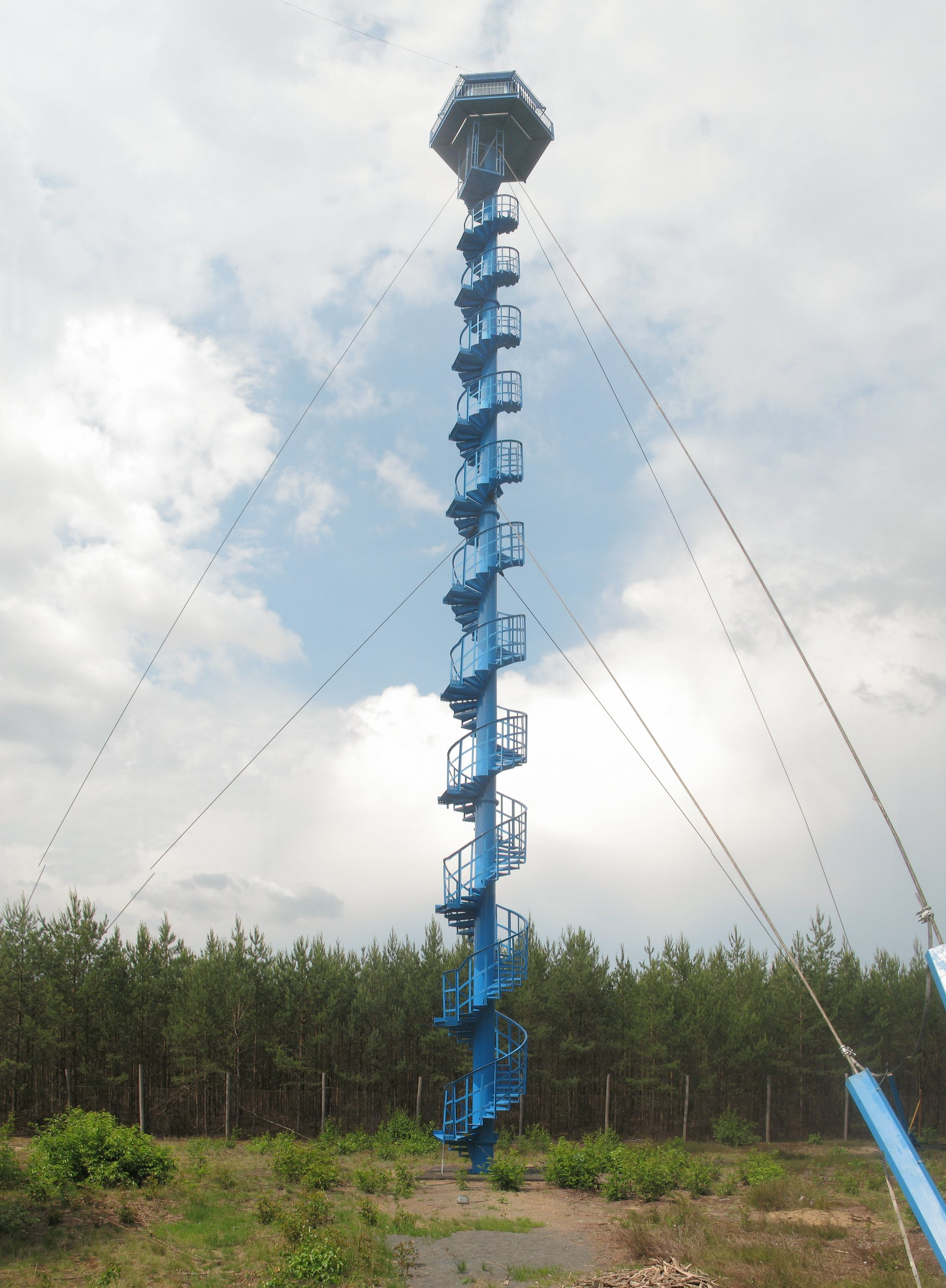
Una torre vigía en Polonia

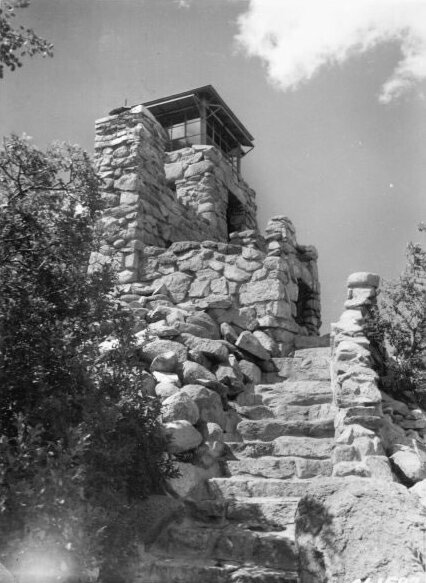
Mirador de Monjeau construido en piedra nativa por la CCC en 1940

- Canadá (Alberta, BC, Manitoba, Nueva Escocia,[19] Ontario, Saskatchewan)
- Francia
- Alemania
- Grecia
- Indonesia
- Israel
- Italia
- Letonia
- México
- Nueva Zelanda
- Noruega
- Polonia
- Portugal
- Sudáfrica
- España
- Turquía
- Estados Unidos
- Uruguay